# لوری دوفیلد
لوری دوفیلد (انگلیسی: Lawrie Dudfield؛ زادهٔ ۷ مهٔ ۱۹۸۰) بازیکن فوتبال اهل بریتانیا است.
از باشگاه‌هایی که در آن بازی کرده‌است می‌توان به باشگاه فوتبال هال سیتی، باشگاه فوتبال نوتس کانتی، باشگاه فوتبال کورک سیتی، باشگاه فوتبال ساوتند یونایتد، باشگاه فوتبال لینکولن سیتی، باشگاه فوتبال چسترفیلد، باشگاه فوتبال چلمزفورد سیتی، باشگاه فوتبال کوربی تاون، باشگاه فوتبال کترینگ تاون، باشگاه فوتبال بوستون یونایتد، باشگاه فوتبال نورث‌همپتون تاون، و باشگاه فوتبال لستر سیتی اشاره کرد.